# Conus lienardi
Espèce
Synonymes
- Asprella lienardi (Bernardi & Crosse, 1861)
- Graphiconus lienardi (Bernardi & Crosse, 1861)

Statut de conservation UICN

 LC  : Préoccupation mineure
Conus lienardi est une espèce venimeuse de mollusques gastéropodes marins de la famille des Conidae.

## Répartition
Cette espèce se rencontre dans l'océan Indien (Mascareignes) et en Mélanésie.

## Étymologie
Son nom spécifique, lienardi, lui a été donné en l'honneur de François Liénard (1782-1862), ichtyologiste français installé à l'île Maurice.

## Synonymes
- Asprella lienardi (Bernardi & Crosse, 1861)[1],[2]
- Conus (Phasmoconus) lienardi Bernardi & Crosse, 1861[1]
- Conus prevosti G. B. Sowerby III, 1881[1]
- Graphiconus lienardi (Bernardi & Crosse, 1861)[1]

## Philatélie
Ce coquillage figure sur une émission de la Nouvelle-Calédonie de 1968 (valeur faciale : 39 F).